# Craig Kennedy
Professor Craig Kennedy é um personagem criado por Arthur B. Reeve. É um professor e cientista que atua como detetive, e suas características por vezes o levaram a ser chamado "The American Sherlock Holmes". Kennedy é um professor da Columbia University, similar a Sherlock Holmes e Dr. Thorndyke, e usa seus conhecimentos de química e psicanálise para resolver seus casos. Outra característica de seu trabalho é o uso de aparelhos exóticos (para a época), tais como detectores de mentiras, giroscópios e sismógrafos portáteis. Assim como Sherlock Holmes, o detetive Craig também tem um amigo que o ajuda nos casos, Walter Jameson. Mediante a fama alcançada através da literatura, Craig foi também personagem, desde os anos 1910, de vários seriados e filmes.

## Histórico

Um giroscópio em ação. Entre os instrumentos usados por Kennedy, estavam polígrafos e giroscópios, considerados exóticos pra a época.

Seu primeiro aparecimento foi em dezembro de 1910, na revista Cosmopolitan, em "The Case of Helen Bond", e fez no total 82 participações na revista, a última em agosto de 1918. Retornou em várias histórias curtas em diversas revistas, tais como The Popular Magazine, Detective Story Magazine, Country Gentleman, Everybody's Magazine, Flynn's e World Man Hunters, assim como em 26 romances.
Através da década de 1910 e 1920, tornou-se mais um típico detetive, sendo personagem de diversos seriados, incluindo um dos primeiros seriados estadunidenses, The Exploits of Elaine, de 1914. As seqüências The New Exploits of Elaine e The Romance of Elaine, ambos seriados de 1915, também apresentavam o mesmo personagem.
Craig Kennedy apareceu em várias revistas pulp dos anos 1930, Complete Detective Novel Magazine, Dime Detective, Popular Detective, Weird Tales, e outras, mas em muitas delas falta o estilo e o sabor das primeiras histórias de Craig Kennedy. Uma série com seis histórias de Craig Kennedy das primeiras edições do Popular Detective são conhecidos por ter sido vendidos romances reescritos por A. T. Locke.
Em 1951, há uma série de TV com mais de 20 episódios, denominada Craig Kennedy, Criminologist, apresentando o mesmo personagem, na TV interpretado por Donald Woods.

## Títulos dos livros e contos sobre Craig Kennedy

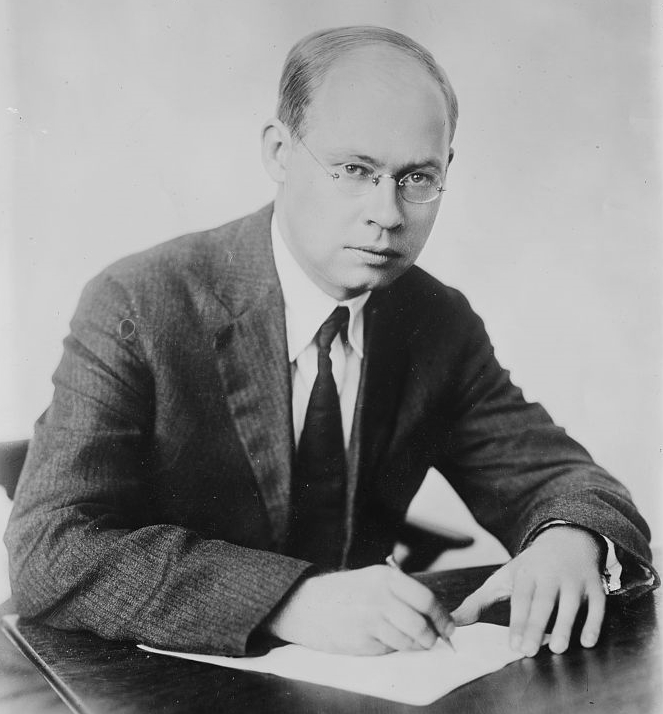
Arthur B. Reeve, escritor de mistérios, roteirista e jornalista, criador do personagem Craig Kennedy.

- The Case of Helen Bond, primeira vez que aparece o detetive Craig Kennedy, na revista Cosmopolitan, em 1910.
- The Silent Bullet[5][6] (1912)
- The War Terror[7] (1915)
- The Treasure Train[8] (1917)
- Guy Garrick[9]
- The Social Gangster[10]
- The Exploits of Elaine[11]
- The Romance of Elaine
- The Poisoned Pen[12]
- The Ear in the Wall[13] (1916)
- Gold of the Gods[14] (1915)
- The Dream Doctor[15] (1914)
- The Carter Case, no Cosmopolitan Magazine, conto que deu origem ao seriado The Carter Case

## Filmografia sobre o personagem Craig Kennedy
- The Exploits of Elaine (1914), seriado, Craig Kennedy é interpretado por Arnold Daly.
- The New Exploits of Elaine (1915), seriado, Craig Kennedy é interpretado por Arnold Daly.
- The Romance of Elaine (1915), seriado, Craig Kennedy é interpretado por Arnold Daly.
- The Carter Case (1919), também conhecido como "The Craig Kennedy Serial", seriado, Craig Kennedy é intepretado por Herbert Rawlinson.
- The Radio Detective (1926), seriado, Craig Kennedy é interpretado por Jack Mower.
- Unmasked (1929), filme de 62 minutos da Weiss Brothers, Craig Kennedy é intepretado por Robert Warwick.
- The Amazing Exploits of the Clutching Hand, também conhecido como "The Clutching Hand" (1936), seriado, Craig Kennedy interpretado por Jack Mulhall.
- Craig Kennedy, Criminologist, 1951, série de TV de Adrian Weiis Productions, Craig Kennedy é interpretado por Donald Woods.